# Fleur Marsh
Fleur S. Marsh (* 1971) ist eine aus Malawi stammende deutsche Schauspielerin.
Fleur S. Marsh hatte neben einem Kurzauftritt als einer der Schwarzfahrer in Jan Henrik Stahlbergs Film Muxmäuschenstill kleine Auftritte in den TV-Serien Die Kommissarin und Die Rote Meile. 2002 hatte Fleur S. Marsh eine Hauptrolle neben Lara Joy Körner als intrigante Jurastudentin Sue Young in der Miniserie Eva – ganz mein Fall.